# Just Like a Woman (téléfilm)
Pour les articles homonymes, voir Just Like a Woman.
Pour plus de détails, voir Fiche technique et Distribution.
Just Like a Woman est un téléfilm franco-britannico-américain réalisé par Rachid Bouchareb, diffusé le 14 décembre 2012 sur Arte. Après sa diffusion à la télévision, il a également été distribué en salles aux États-Unis.

## Synopsis
Pour des raisons différentes, Marylin et Mona décident de tout quitter pour traverser les États-Unis en voiture. La première a été virée de son travail et a découvert que son mari la trompait avec une autre femme. Elle part à la recherche du métier dont elle rêve, devenir danseuse du ventre. La seconde a accidentellement empoisonné sa belle-mère et est recherchée par la police. Les deux femmes quittent Chicago à destination de Santa Fe pour une audition de danse orientale.

## Fiche technique
- Titre original : Just Like a Woman
- Réalisation : Rachid Bouchareb
- Scénario : Joelle Touma et Marion Doussot
- Photographie : Christophe Beaucarne
- Musique : Éric Neveux
- Montage : Matt Garner
- Décors : Patrick McGee
- Costumes : Mahemiti Deregnaucourt
- Production : Allen Bain, Jean Bréhat, Charles S. Cohen, Francesca Manno et Jesse Scolaro

Coproducteurs : Gianluca Curti, Matthieu de Braconier et Bertrand Faivre
Producteurs exécutifs : Brent Morris et Jonna Walsh
- Sociétés de production : Arte France, 3B Productions, Taghit, Doha Film Institute, Cohen Media Group, Minerva Pictures Group
- Société de distribution :  Cohen Media Group
- Pays d'origine :  France,  Royaume-Uni,  États-Unis
- Langue originale : anglais
- Format : Couleur - 2.35:1 CinemaScope - Dolby Digital
- Genre : Comédie dramatique
- Durée : 105 minutes
- Dates de sortie[1] :
  -  France : 14 décembre 2012 (1re diffusion sur Arte), 4 juin 2013 (sortie en DVD)
  -  Allemagne : 14 décembre 2012 (1re diffusion sur Arte)
  -  États-Unis : 25 avril 2013 (festival du film de Newport Beach), 20 mai 2013 (Festival international du film de Seattle), 5 juillet 2013 (sortie cinéma)

## Distribution
- Sienna Miller (VF : Ingrid Donnadieu) : Marylin O'Connor
- Golshifteh Farahani (VF : Elle-même) : Mona Souni
- Bahar Soomekh (VF : Vanessa Bettane) : Soha
- Tim Guinee (VF : Anatole de Bodinat) : George
- Roschdy Zem (VF : Luc Bernard) : Mourad Souni
- Chafia Boudraa (VF : Frédérique Cantrel) : Layla, la mère de Mourad
- Richard Jose : Ezhno
- Jesse Harper (VF : Bernard Bollet) : Harvey
- Sayed Badreya : Tarek
- Usman Ally : Ousman
- Doug James : Le père de George
- Deanna Dunagan : La mère de George

## Musiques
- Adam's Lullaby de Natacha Atlas
- Cool Desert Dance d'Abaji Roger
- Zahrat El Sahra d'Abaji Roger
- Baby Says de The Kills
- Habibi Dah d'Hicham Abbas
- Can I Change My Mind de Kid Dynamite
- El Balady de Cairo Cairo
- Tamally Maak d'Amr Diab
- Ya Rayah de Rachid Taha
- The Last Goodbye de The Kills
  - Don't Tell anyone d'Ahmed Badrakhan, musique de Farid El Atrache, séquence de danse de Samia Gamal que Mona regarde à la télévision.

## Production

### Développement
En 2011, Rachid Bouchareb annonce la volonté de faire une « trilogie américaine » portant sur les relations entre les États-Unis et le « monde arabe », devant débuter avec le buddy movie Belleville Cop, avec Jamel Debbouze et Queen Latifah. Le premier film est finalement Just Like a Woman. Il est suivi par La Voie de l'ennemi (2014) et Le Flic de Belleville (2018).

### Tournage
Le tournage se déroule de juin 2011 au 5 août 2011 et a lieu à Hollis en Oklahoma, à Chicago en Illinois et au Nouveau-Mexique.

## Récompenses
- Festival de la fiction TV de La Rochelle 2012[5] :
  - Meilleure interprétation féminine ex æquo pour Sienna Miller et Golshifteh Farahani
  - Label Poitou-Charentes